# Joey Clement
Joey Clement (Rapid City, Dél-Dakota, 1981. május 21. –) egy amerikai zenész Rapid City-ből. Az amerikai együttes, a Selena Gomez & the Scene basszusgitárosaként ismert, továbbá a Midwest Kings tagja is egyben.

## Selena Gomez & the Scene
Az együttes debütáló korongja, a Kiss & Tell 2009. szeptember 29-én jelent meg, melyből az első héten 66 000 példány kelt el. Második lemezük, A Year Without Rain 2010. szeptember 17-én jelent meg. Ez a korong több példányban kelt el, mint az elődje. 2011 januárjában a csapat megnyerte a People's Choice Awards Favorite Breakout Artist (Legjobb feltörekvő előadó) díját. Harmadik albumuk első száma, a Who Says 2011. március 8-án egy amerikai rádiós műsorban. Clement írta a When the Sun Goes Down című dalt a harmadik lemezre, mely 2011. június 28-án jelent meg.

## Midwest Kings
A Selena Gomez & the Scene mellett a Midwest Kings tagja is egyben, ahol szintén basszusgitárosként aktív. A csapat eddig hét albumot adott ki, a legutóbbi 2011-ben jelent meg.

## Fordítás
Ez a szócikk részben vagy egészben  a   Joey Clement című angol Wikipédia-szócikk fordításán alapul.  Az eredeti cikk szerkesztőit annak laptörténete sorolja fel. Ez a jelzés csupán a megfogalmazás eredetét és a szerzői jogokat jelzi, nem szolgál a cikkben szereplő információk forrásmegjelöléseként.